# 1724 az irodalomban
Az 1724. év az irodalomban.

## Események
- I. Péter orosz cár elrendeli a Szentpétervári Tudományos és Művészeti Akadémia (Академия наук и художеств в Санкт-Петербурге) megalapítását.

## Új művek
- Megjelenik Daniel Defoe regénye: Roxana: The Fortunate Mistress (Roxana avagy a szerencsés szerető).
- Bemutatják Pietro Metastasio olasz szerző Didone abbandonata (Az elhagyott Dido) című zenés melodrámáját.

## Születések

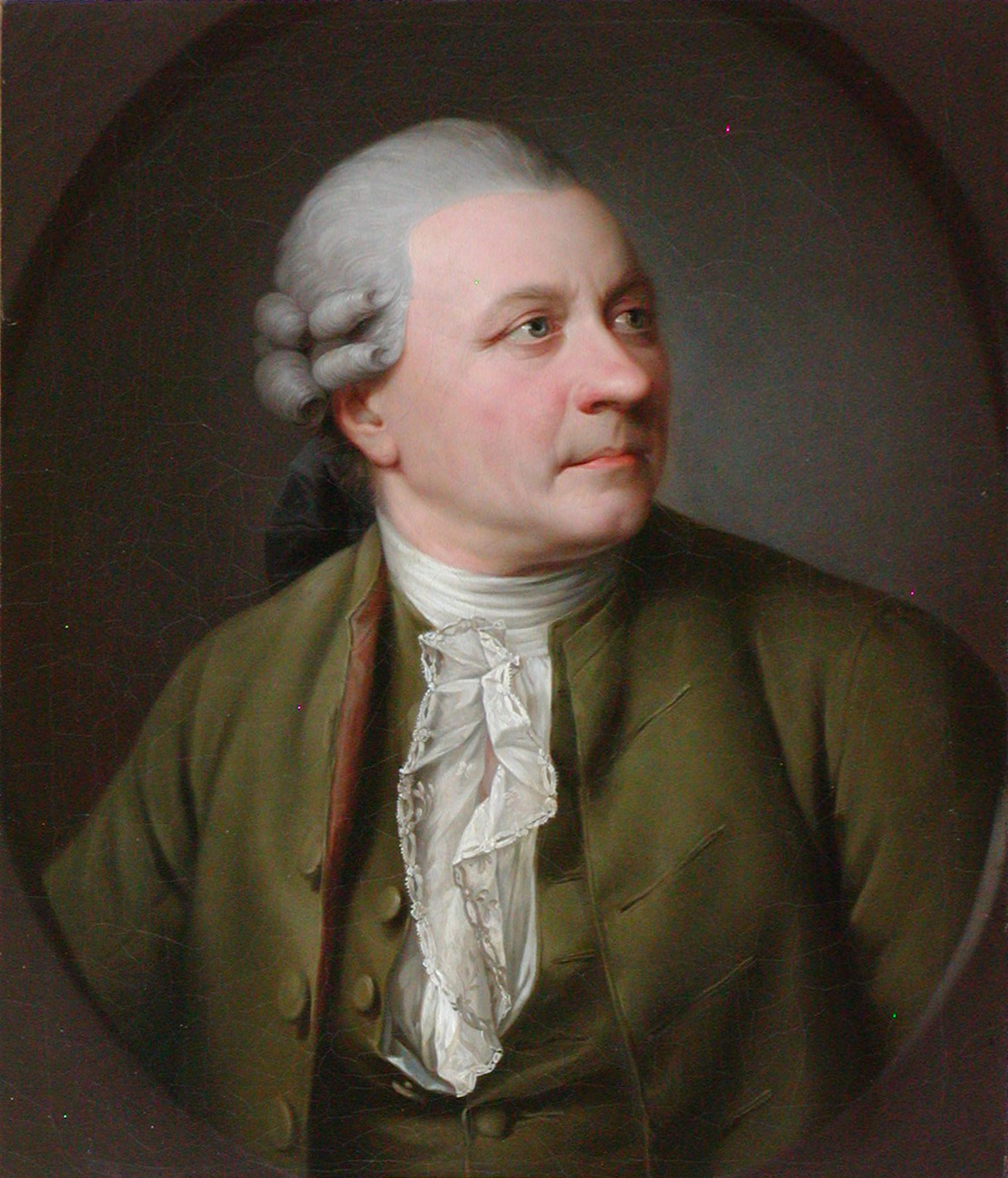
Friedrich Gottlieb Klopstock

- április 22.– Immanuel Kant német filozófus, a német idealizmus megteremtője, a königsbergi egyetem professzora († 1804)
- július 2.– Friedrich Gottlieb Klopstock német költő († 1803)
- október 31. – Christopher Anstey angol költő, szatirikus († 1805)
- 1724 – Jul Variboba itáliai albán (arberes) költő; az első, széles körben elismert albán lírikus († 1788)